# Mesorhaga varipes
Mesorhaga varipes är en tvåvingeart som beskrevs av Van Duzee 1917. Mesorhaga varipes ingår i släktet Mesorhaga och familjen styltflugor.
Artens utbredningsområde är New Jersey. Inga underarter finns listade i Catalogue of Life.